# Martin Pasching
Martin Pasching (* 24. Juni 1969 in Wien) ist ein österreichischer Musical-Darsteller, Sänger und Schauspieler.

## Leben
Martin Pasching wuchs in Wien auf und begann schon früh in Rockbands Bass zu spielen und zu singen. 1997 ging er an die Performing Art Studios Vienna in Wien und ließ sich drei Jahre lang in Gesang, Schauspiel und Tanz ausbilden.
Schon während dieser Ausbildung sammelte Martin Pasching Bühnenerfahrung: so war er als Kronprinz Rudolf, Graf Andrássy und Bay Middleton in der Originalinszenierung von Sisi-Ihre kaiserliche Schönheit in St. Veit/Glan (Ausstattung Ernst Fuchs) und als Ambros Kemper in Hello, Dolly! am Stadttheater Baden zu sehen, außerdem im Ensemble von Sunday in the Park with George im Interkult Theater in Wien. Für die Performing Arts war er in zahlreichen Galas und Musical-Highlight-Programmen zu sehen und stand in drei Schul-Produktionen am Wiener Raimundtheater auf der Bühne (Body Electric, Cross the Line, Verliebte & Verrückte).
Im Anschluss an seine Ausbildung wurde Pasching als erste Besetzung Buddy Holly in Buddy – das Musical in Hamburg engagiert, wo er bis 2001 zu sehen war. Sein nächstes Engagement führte ihn zum ersten Mal nach Berlin, wo er am Potsdamer Platz Theater als Swing und Phoebus (cover) in Disneys Der Glöckner von Notre Dame auf der Bühne stand. Im Frühjahr 2002 war er gleichzeitig zu dieser Produktion auch in Hamburg in der Titelrolle von Mozart! an der Neuen Flora zu sehen.
|
Im Herbst desselben Jahres ging er nach Essen, um am Erfolgsmusical Elisabeth als Kronprinz Rudolf und als Tod (cover) mitzuwirken. Es folgte 2003 ein erneutes Engagement in Berlin am Theater des Westens als Enjolras in Les Misérables und als Tony in der West Side Story im Deutschen Theater am Rhein.
2005 spielte Martin zum ersten Mal in der Schweiz am Theater St. Gallen. Dort war er als Arthur im Musical Dracula zu sehen. In den Sommermonaten blieb er in der Schweiz und verkörperte den Chris in Miss Saigon an den Thunerseespielen.
Auch in der Stuttgarter Fassung von Elisabeth spielte er wieder den Kronprinzen Rudolf und war nun auch als Luigi Lucheni (cover) zu sehen.
Für zwei kurze Engagements kehrte der Wiener zurück in seine Heimat und war dort als Amadeus in der Revue Mozart Goes Broadway im Theater Center Forum und als Luiz in der Operette The Gondoliers an der Wiener Kammeroper zu sehen.
Im Frühjahr 2007 war er Teil der Japan-Tournee des Musicals Elisabeth der Vereinigten Bühnen Wien. Er spielte in Osaka und Tokio Max von Mexiko und war wieder als Tod (cover) zu sehen.
Zurück aus Asien ging er nochmals in die Schweiz an den Thunersee und spielte in Les Misérables den Grantaire und stand als alternierender Jean Valjean auf der Bühne.
2008 war Martin Pasching nochmals im Musical Elisabeth als Baron Kempen, der Tod (cover) und Franz Joseph (cover) im Theater des Westens in Berlin und im Theater 11 in Zürich zu sehen.
In seiner Heimatstadt Wien spielte er von Februar 2009 bis Jänner 2010 am Wiener Raimundtheater im Musical Rudolf die Rolle Kaiser Wilhelm II. und Eduard Graf Taaffe (cover).
Im Comedy-Musical What A Feeling II im Contra-Kreis-Theater in Bonn konnte Martin von seiner langjährigen Band-Erfahrung profitieren. Im Frühjahr 2010 übernahm er darin die Rolle des Sängers und Bassisten Olli.
Ab Oktober 2011 wird er wieder als Ensemble / Cover Tod bei der Elisabeth-Tournee zu sehen sein. Parallel dazu spielt er zu ausgewählten Daten den Radames in Aida am Stadttheater Darmstadt.

## Engagements
- 1998 Body Electric (Show der Performing Arts Studios) – Ensemble – Wiener Raimundtheater
- 1998 Sisi – Kaiserliche Schönheit – Kronprinz Rudolf, Graf Andrássy, Bay Middelton – St. Veit/Glan (A)
- 1999 Cross the Line (Show der Performing Arts Studios) – Ensemble – Wiener Raimundtheater
- 1999 Sunday in the Park with George – Ensemble – Interkult Theater Wien
- 2000 Hello Dolly – Ambros Kemper – Stadttheater Baden/Wien
- 2000 Verliebte & Verrückte (Show der Performing Arts Studios) – Romeo, Zettel – Wiener Raimundtheater
- 2000 Buddy – Das Musical – Buddy Holly – Musical Theater Hamburg
- 2001 Disneys Der Glöckner von Notre Dame – Swing, Phoebus (cover) – Potsdamer Platz Theater, Berlin
- 2002 Mozart! – Wolfgang – Neue Flora, Hamburg
- 2002 Elisabeth – Kronprinz Rudolf, Der Tod (cover) – Colosseum Theater, Essen
- 2003 Les Miserables – Enjolras – Theater des Westens, Berlin
- 2003 Jesus Christ Superstar (konzertante Fassung) – Simon, Petrus – Remscheid (D)
- 2003 West Side Story – Tony – Deutsche Oper am Rhein, Düsseldorf/Duisburg
- 2005 Dracula – Arthur Holmwood – Stadttheater St. Gallen (CH)
- 2005 Miss Saigon – Chris – Thunerseespiele (CH)
- 2005 Elisabeth – Kronprinz Rudolf, Luigi Lucheni (cover) – Apollo Theater, Stuttgart
- 2006 Mozart Goes Broadway (Revue) – Amadeus – Theater Center Forum, Wien
- 2007 The Gondoliers – Luiz – Wiener Kammeroper (A)
- 2007 Elisabeth – Max v. Mexico, Der Tod (cover) – Japan-Tournee, Osaka/Tokio
- 2007 Les Miserables – Grantaire, Jean Valjean (alt.) – Thunerseespiele (CH)
- 2007 Musical goes Swing (Gala) – Solist – Freilichtspiele Tecklenburg (D)
- 2008 Elisabeth – Baron Kempen, Der Tod (cover), Franz Joseph (cover) – LaBelle Tour, Berlin/Zürich
- 2009 Rudolf – Wilhelm II, Eduard Graf Taaffe (cover) – Raimundtheater, Wien
- 2010 What A Feeling II (Musical) – Ollie – Contra-Kreis-Theater, Bonn
- 2010 The Full Monty - Ganz oder gar nicht (Musical) – Jerry Lukowski – Deutsches Theater München
- 2011 Elisabeth – Ensemble / Cover Tod – Köln, Frankfurt, München, Basel, Essen, Bremen, Chemnitz, Erfurt, Leipzig, Dresden
- 2011 Aida – Radames – Staatstheater Darmstadt